# بی‌کا
بی‌کا (به ژاپنی: 米菓 Beika) به زبان ژاپنی به تنقلاتی که از برنج درست می‌شوند، گفته می‌شود.

## انواع
- سنبی (البته برخی از انواع سنبی از آرد گندم یا آرد جو تهیه می‌شوند.)
- اوکاکی
- آراره
- کاکی نو تانه